# Biskvit
Biskvit je vrsta prehrambenog proizvoda, srodnog keksu.
Pravi ga se od jaja, žumanjak i/ili bjelanjaka, ili od odgovarajuće količine proizvoda od mlinskih proizvoda, šećera, jaja i/ili škroba i dopuštenih aditiva, ali bez dodavanja masnoće.
Sastojci u slikama:
- Žumanjci
- Šećer